# Clistopyga nagatomii
Clistopyga nagatomii är en stekelart som beskrevs av Kusigemati 1985. Clistopyga nagatomii ingår i släktet Clistopyga och familjen brokparasitsteklar. Inga underarter finns listade i Catalogue of Life.